# Lincolnwood
Lincolnwood ist ein Village in Illinois in den Vereinigten Staaten. Es liegt im Cook County und ist Bestandteil von Chicagoland, der Metropolregion Chicago.
Das U.S. Census Bureau hat bei der Volkszählung 2020 eine Einwohnerzahl von 13.463 ermittelt.

## Nachbargemeinden
| Morton Grove | Skokie  | Evanston |
| Niles        |         | Chicago  |
| Elmwood Park | Chicago | Chicago  |

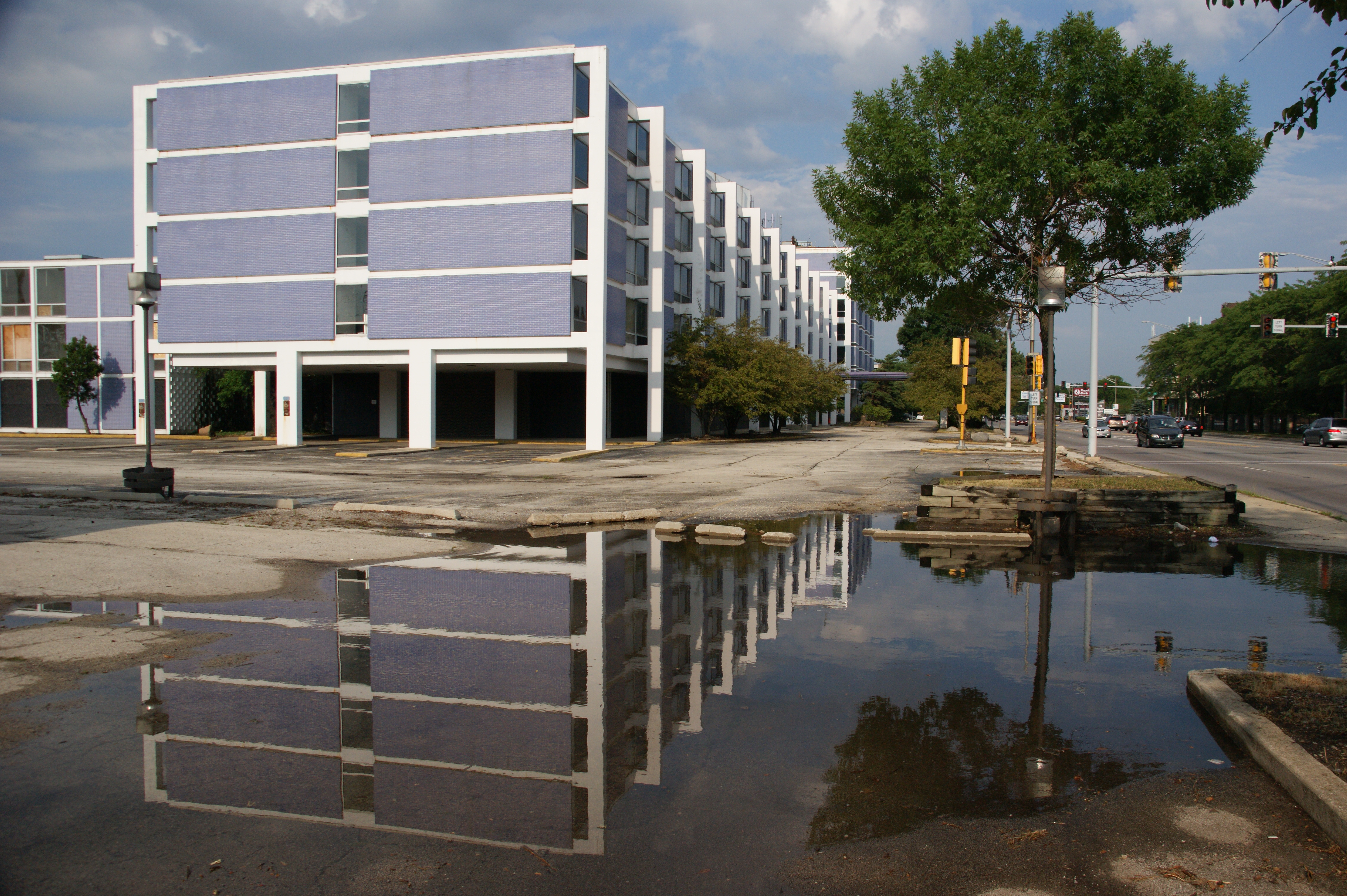
Purple Hotel in Lincolnwood

Das 1960 erbaute Purple Hotel war bis in die 1970er Jahre das führende Hotel der Hotelkette Hyatt in der Metropolregion.

## Persönlichkeiten
- Allen Dorfman (1923–1983), Gewerkschafter
- Jim Irsay (1959–2025), Unternehmer und Sportfunktionär in der National Football League
- Jewell Loyd (* 1993), Basketballspielerin